# Михаил Петров (актьор)
Михаил Петров е български актьор.

## Ранни години
Михаил Петров е роден на 8 октомври 1949 г. Негов полубрат от първия брак на майка му е Юлиан Вучков.
Завършва актьорско майсторство за драматичен театър във ВИТИЗ „Кръстьо Сарафов“ през 1971 г. в класа на проф. Любомир Кабакчиев.

## Кариера на театрален актьор
Дебютира в ролята на Костя в „Сами без ангели“ от Л. Жуховицки на сцената на Драматичен театър „Стефан Киров“ в Сливен. Актьор от Народния театър „Иван Вазов“ в София от 1973 година.
В биографията му са записани повече от 100 роли и над 20 режисирани от него постановки.

## Кариера на филмов актьор
Участва в десетки филмови и телевизионни продукции и сериали, сред които са: „Вятърната мелница“, „Звездата на Индия“, „Вестникар ли?“, „Ветрилото на лейди Уиндърмиър“, „Неочаквана ваканция“, „Хайка за вълци“, „Людмил и Руслана“.

## Кариера на озвучаващ актьор
Петров се занимава с дублаж от 80-те години на 20 век до началото на 21 век.
Озвучава над 500 продукции за БНТ, сред които и всички мъжки роли в 37-те пиеси на Шекспир, продукция на Би Би Си. Участва в дублажа на чешкия детски сериал „Арабела“.
Петров има повече от 2000 записа в Националното радио.
През средата на 90-те години озвучава във VHS касети, издадени от Мулти Видео Център.
Негови записи има в много ролки, касети и плочи, произведени от Учтехпром и завод Ломоносов - Плевен за училищата и детските градини.
- "В чудния свят на химичните елементи" (1988) - комплект касети за 7 клас на ЕСПУ; Учтехпром

## Кариера на режисьор
През 2000 г. прави режисьорския си дебют в Народния театър с „Пуканки“ от Б. Елтън, в който играе и една от главните роли – Брус Деламитр. След това поставя и играе във „Времетръс“ от Кърт Вонегът, „Зимата на нашето недоволство“ от Джон Стайнбек, „Човекът, който прави дъжд“ от Ричард Неш, „Обир“ от Джо Ортън, спектакъл, който още е в репертоара на Народния театър. Сред постановките му са и „Черна комедия“ от Питър Шафър, „Където улиците нямат имена“ от Д. Златинов и „Оркестърът“ от Жан Ануи.

## Театрални роли
- „Аз плащам“
- „Пуканки“
- „Балът на крадците“
- „Зимата на нашето недоволство“
- „Хотел Бевърли Хилс“
- „Калифорния“
- „Човекът, който прави дъжд“
- „Престъпления на сърцето“
- „Големите момичета не плачат“
- „Слухове“
- „Избори до дупка“
- „Канибали“
- „Мнимият болен“
- „Едно на лице – две наопаки“
- „Скъпо съкровище“
- „Един безумен ден“
- „Лунатици“ (2016) (Кен Лудвиг) – главният лунатик
- „Тази малка земя“ (Георги Джагаров)
- „Сами без ангели“ (Л. Жуховицки) – Костя в ДТ-Сливен
- „Хъшове“ (Иван Вазов) – Бръчков
- „Майор Барбара“ (Бърнард Шоу) – Стивън
- „Под игото“ (Иван Вазов) – Киряк Стефчов
- „Йерма“ (Лорка) – Хуан
- „Сватбата на Фигаро“ (Бомарше) – Фигаро
- „Черна комедия“ (Питър Шафър) – Бриндсли
- „Бресткият мир“ (Михаил Шатров) – Троцки
- „Дванадесет разгневени мъже“ (Р. Роуз) – № 3
- „Великият комбинатор“ (Илф и Петров) – Корейко
- „Обир“ (Дж. Ортън) – Маклийви
- „Този, който получава плесници“ (Л. Андреев) – Този
- „Църква за вълци“ (П. Анастасов) – Лазар
- „Бившата мис на малкия град“ (М. Макдона) – Пато Дули
- „Лари Томпсън“ (Д. Ковачевич) – Драган / Боян / Оливер Нос
- „Времетръс“ (А. Филипов) – разказвачът
- „Ах, този джаз!“ (Боб Фос) – Джо Гидиън
- „Рейс“ (Станислав Стратиев) – разумния
- „Тартюф“ – Клеант

Постановки
„Пуканки“ – Деламитри

## Телевизионен театър
- „Ветрилото на лейди Уиндърмиър“ (1988) (Оскар Уайлд)
- „Представянето на комедията „Г-н Мортагон“ от Иван Вазов и Константин Величков в пловдивския театър „Люксембург“ в 1883 г.“ (1988) (Пелин Пелинов), 2 части – Димитър К. Попов
- „Процесът Стамболийски“ (1985) (Пелин Пелинов), 2 части
- „Ужасни родители“ (1984) (Жан Кокто) – Мишел
- „Дом за утре“ (1984) (Младен Денев)
- „Чичовци“ (1984) (Иван Вазов), мюзикъл – Мирончо
- „Ифигения в Таврида“ (1983) (Гьоте) – Орест
- „Вестникар ли?“ (1982) (от Иван Вазов, реж. Асен Траянов) – Лазаров
- „Седем вика в океана“ (1982) (Алехандро Касона)
- „Магелан“ (1982) (Еманюел Роблес)
- „Хайдушки копнения“ (1980) (Пейо Яворов)
- „Съдии на самите себе си“ (1977) (Кольо Георгиев)

## Филмография
| Година | Филми и Сериали                   | Серии | Копродукции                 | Роля                            |
| ------ | --------------------------------- | ----- | --------------------------- | ------------------------------- |
| 2021   | Блаженият                         |       |                             | доктор Конов-баща               |
| 2014   | На границата                      | 6     |                             | Чаню                            |
| 2008   | Людмил и Руслана                  |       |                             | следовател Покровски            |
| 2007   | Магна Аура. Изгубеният град       | 13    | България / Германия / Полша |                                 |
| 2003   | Надеждни полети                   |       |                             |                                 |
| 2003   | Крака за милиони                  |       |                             | Джовани                         |
| 2000   | Хайка за вълци                    | 6     |                             | Стою Бараков                    |
| 1994   | Любовни сънища                    |       |                             |                                 |
| 1993   | Надеждни полети                   |       |                             |                                 |
| 1993   | La donna e mobile                 |       |                             | шефът на Ани                    |
| ?      | Може би утре, може би никога...   | 2     |                             | страхливия                      |
| 1984   | Толкова очаквани приятелства (тв) |       |                             | инженер Мирослав Братинов       |
| 1979   | Войната на таралежите             | 5     |                             | учителят по ботаника            |
| 1979   | Много мили хора (тв)              |       |                             | Борис Аврамов, синът на доктора |
| 1978   | Златният ключ                     |       |                             | Кольо                           |
| 1978   | Пантелей                          |       |                             |                                 |
| 1977   | Задача с много неизвестни         |       |                             | Женкович                        |
| 1977   | Хирурзи                           |       |                             | д-р Атанасов, следовател        |
| 1960   | Вятърната мелница                 |       |                             | Колката                         |